# Florstadt
Florstadt é um município da Alemanha, situado no distrito de Wetterau, no estado de Hesse. Tem 39,60 km² de área, e sua população em 2019 foi estimada em 8.799 habitantes.